# Sneeuwkloon
Een sneeuwkloon, oorspronkelijk Engels snowclone, is een aan het cliché verwant verschijnsel, te omschrijven als een vrij aan te passen, voor velerlei gebruik geschikte, versleten, onmiddellijk herkenbare, geciteerde, verkeerd geciteerde of geparodieerde zin of formule, die in oneindig veel varianten kan worden gebruikt. De benaming verwijst naar de min of meer bekende sneeuwkloon: als de Eskimo's N woorden voor sneeuw hebben, dan hebben X zeker Y woorden voor Z.  (De redenatie van dit laatste klopt overigens niet, omdat Eskimo's helemaal geen buitengewoon groot aantal woorden voor sneeuw hebben.) 
De benaming sneeuwkloon is vooral van toepassing als er variabelen X/Y/Z kunnen worden ingevuld, dus wanneer er erg veel totaal verschillende varianten mogelijk zijn die tijdens een gesprek zomaar al sprekende door iemand zouden kunnen worden bedacht. Toch is de sneeuwkloon in kwestie meestal opvallend en makkelijk te herkennen en dus duidelijk een cliché.

## Voorbeelden
Hieronder enkele voorbeelden van sneeuwklonen die in Nederland of internationaal veel worden gebruikt. Waar mogelijk is het meest bekende gebruik gegeven, anders gewoon een voorbeeldzin.

#### Nederlands
- X is het nieuwe Y - Wit is het nieuwe zwart; olie is het nieuwe goud.
- X is de Y onder de Z (waarbij Y meestal en automerk is) - Zijn drive maakt hem tot de Rolls Royce onder de pianisten.
- Te X of niet te X - Engels: To X or not to X, that is the question (van To be or not to be, een uitspraak uit Shakespeares Hamlet).
- De X is de Y van de Z, of X is Y voor Z - De leeuw is de koning van de savanne; religie is opium voor het volk; de kameel is het schip van de woestijn.
- Het Xe goud - waarbij X haast elke willekeurige kleur kan zijn.
- X is dood, lang leve X! - Le roi est mort, vive le roi!
- De enige goede X is een dode X - De enige goede indiaan is een dode indiaan.

Soms is sprake van een tijdelijke mode, bijvoorbeeld geïnspireerd op een actueel feit of een lopende reclamecampagne:
- X: Y Euro. Z: onbetaalbaar. (Vrij naar de slogan van een bekend merk creditcards.)
- Ik X, maar ik rook niet.

#### Engels
In Nederlandstalige artikels en gesprekken worden vaak juist Engelstalige sneeuwklonen gebruikt. Uitdrukkingen die hier populair zijn, kunnen echter niet of nauwelijks populair zijn in Engelstalige landen. Vaak gaat het wel om de simpelste variant, namelijk die met maar één variabele X. Vaak wordt in dit geval een woordgrapje uitgehaald, door bijvoorbeeld een Nederlands woord in te vullen. Enige voorbeelden:
- X on steroids - Bach on steroids
- What happens in X stays in X.
- To X or not to X.
- All Your X Are Belong to Us - van All your base are belong to us, een slechte Engelse vertaling in een videospel.
- Who's afraid of X? - van Who's Afraid of Virginia Woolf?, bijvoorbeeld Who's afraid of Canto Ostinato?
- Keep calm and X - Keep calm and carry on.
- Powered by X